# Tour de France 1972
Le Tour de France 1972 est la 59e édition du Tour de France, course cycliste qui s'est déroulée du 1er au 23 juillet 1972. Il comprend 20 étapes pour une longueur totale de 3 846 km. C'est la quatrième victoire d'Eddy Merckx dans l'épreuve.

## Généralités
- Eddy Merckx remporte son quatrième Tour de France consécutif.
- 12 formations de 11 coureurs prennent le départ à Angers. Aucune n'arrive au complet à Paris.
- C'est le premier Tour de France à ne pas passer en Belgique depuis 1939 et l’interruption de l’épreuve par la Seconde Guerre mondiale. De 1947 à 1971, les 25 Tours de France sont tous passés en Belgique.
- Moyenne du vainqueur : 35,514 km/h.
- Deuxième étape en ligne la plus courte de l'histoire du Tour (après celle du 13 juillet 1971) : 28 km entre Aix-les-Bains et Le Revard.

## Étapes
| Étape,        | Date        | Villes étapes                               |                              | Distance (km)         | Vainqueur d’étape     | Leader du classement général |
| ------------- | ----------- | ------------------------------------------- | ---------------------------- | --------------------- | --------------------- | ---------------------------- |
| Prologue      | 1er juillet | Angers – Angers                             | Contre-la-montre individuel  | 7,2                   | Eddy Merckx           | Eddy Merckx                  |
| 1re étape     | 2 juillet   | Angers – Saint-Brieuc                       | Étape de plaine              | 233,5                 | Cyrille Guimard       | Cyrille Guimard              |
| 2e étape      | 3 juillet   | Saint-Brieuc – La Baule                     | Étape de plaine              | 206,5                 | Rik Van Linden        | Cyrille Guimard              |
| 3e étape (a)  | 4 juillet   | Pornichet – Saint-Jean-de-Monts             | Étape de plaine              | 161                   | Ercole Gualazzini     | Cyrille Guimard              |
| 3e étape (b)  | 4 juillet   | Circuit de Merlin-Plage                     | Contre-la-montre par équipes | 16,2                  | Molteni               | Eddy Merckx                  |
| 4e étape      | 5 juillet   | Merlin-Plage – Royan                        | Étape de plaine              | 236                   | Cyrille Guimard       | Cyrille Guimard              |
| 5e étape (a)  | 6 juillet   | Royan – Bordeaux                            | Étape de plaine              | 133,5                 | Walter Godefroot      | Cyrille Guimard              |
| 5e étape (b)  | 6 juillet   | Circuit de Bordeaux Lac                     | Contre-la-montre individuel  | 12,7                  | Eddy Merckx           | Cyrille Guimard              |
| 6e étape      | 7 juillet   | Pessac – Bayonne                            | Étape de plaine              | 205                   | Leo Duyndam           | Cyrille Guimard              |
|               | 8 juillet   | Bayonne                                     | Jour de repos                | Journée de repos no 1 | Journée de repos no 1 | Journée de repos no 1        |
| 7e étape      | 9 juillet   | Bayonne – Pau                               | Étape de montagne            | 220,5                 | Yves Hézard           | Cyrille Guimard              |
| 8e étape      | 10 juillet  | Pau – Luchon                                | Étape de montagne            | 163,5                 | Eddy Merckx           | Eddy Merckx                  |
| 9e étape      | 11 juillet  | Luchon – Colomiers                          | Étape de moyenne montagne    | 179                   | Jos Huysmans          | Eddy Merckx                  |
| 10e étape     | 12 juillet  | Castres – La Grande-Motte                   | Étape de plaine              | 210                   | Willy Teirlinck       | Eddy Merckx                  |
| 11e étape     | 13 juillet  | Carnon-Plage – Mont Ventoux                 | Étape de montagne            | 207                   | Bernard Thévenet      | Eddy Merckx                  |
| 12e étape     | 14 juillet  | Carpentras – Orcières-Merlette              | Étape de montagne            | 192                   | Lucien Van Impe       | Eddy Merckx                  |
|               | 15 juillet  | Orcières-Merlette                           | Jour de repos                | Journée de repos no 2 | Journée de repos no 2 | Journée de repos no 2        |
| 13e étape     | 16 juillet  | Orcières-Merlette – Briançon                | Étape de montagne            | 201                   | Eddy Merckx           | Eddy Merckx                  |
| 14e étape (a) | 17 juillet  | Briançon – Valloire - Galibier              | Étape de montagne            | 51                    | Eddy Merckx           | Eddy Merckx                  |
| 14e étape (b) | 17 juillet  | Valloire - Galibier – Aix-les-Bains         | Étape de montagne            | 151                   | Cyrille Guimard       | Eddy Merckx                  |
| 15e étape     | 18 juillet  | Aix-les-Bains – Mont Revard                 | Étape de montagne            | 28                    | Cyrille Guimard       | Eddy Merckx                  |
| 16e étape     | 19 juillet  | Aix-les-Bains – Pontarlier                  | Étape de moyenne montagne    | 198,5                 | Willy Teirlinck       | Eddy Merckx                  |
| 17e étape     | 20 juillet  | Pontarlier – Belfort - Ballon d'Alsace      | Étape de moyenne montagne    | 213                   | Bernard Thévenet      | Eddy Merckx                  |
| 18e étape     | 21 juillet  | Vesoul – Auxerre                            | Étape de plaine              | 257,5                 | Marinus Wagtmans      | Eddy Merckx                  |
| 19e étape     | 22 juillet  | Auxerre – Versailles                        | Étape de plaine              | 230                   | Joseph Bruyère        | Eddy Merckx                  |
| 20e étape (a) | 23 juillet  | Versailles – Versailles                     | Contre-la-montre individuel  | 42                    | Eddy Merckx           | Eddy Merckx                  |
| 20e étape (b) | 23 juillet  | Versailles – Paris - Vélodrome de la Cipale | Étape de plaine              | 89                    | Willy Teirlinck       | Eddy Merckx                  |

## Classements

### Classement général final
| Classement général | Classement général       | Classement général   | Classement général               | Classement général   |
|                    | Coureur                  | Pays                 | Équipe                           | Temps                |
| ------------------ | ------------------------ | -------------------- | -------------------------------- | -------------------- |
| 1er                | Eddy Merckx              | Belgique             | Molteni                          | en 108 h 17 min 18 s |
| 2e                 | Felice Gimondi           | Italie               | Salvarani                        | + 10 min 41 s        |
| 3e                 | Raymond Poulidor         | France               | Gan-Mercier-Hutchinson           | + 11 min 34 s        |
| 4e                 | Lucien Van Impe          | Belgique             | Sonolor-Lejeune                  | + 16 min 45 s        |
| 5e                 | Joop Zoetemelk           | Pays-Bas             | Beaulieu-Flandria                | + 19 min 9 s         |
| 6e                 | Mariano Martinez         | France               | Van Cauter-Magniflex-De Gribaldy | + 21 min 31 s        |
| 7e                 | Yves Hézard              | France               | Sonolor-Lejeune                  | + 21 min 52 s        |
| 8e                 | Joaquim Agostinho        | Portugal             | Van Cauter-Magniflex-De Gribaldy | + 34 min 16 s        |
| 9e                 | Bernard Thévenet         | France               | Peugeot-BP-Michelin              | + 37 min 11 s        |
| 10e                | Edward Janssens          | Belgique             | Van Cauter-Magniflex-De Gribaldy | + 42 min 33 s        |
| 11e                | Raymond Delisle          | France               | Peugeot-BP-Michelin              | + 46 min 27 s        |
| 12e                | Leif Mortensen           | Danemark             | Bic                              | + 46 min 39 s        |
| 13e                | Antoon Houbrechts        | Belgique             | Salvarani                        | + 47 min 37 s        |
| 14e                | Roger Swerts             | Belgique             | Molteni                          | + 49 min 24 s        |
| 15e                | Martin Van Den Bossche   | Belgique             | Molteni                          | + 59 min 29 s        |
| 16e                | Frans Verbeeck           | Belgique             | Watney-Avia                      | + 1 h 0 min 9 s      |
| 17e                | Lucien Aimar             | France               | Rokado-Colders                   | + 1 h 3 min 23 s     |
| 18e                | Tino Tabak               | Pays-Bas             | Goudsmit-Hoff                    | + 1 h 5 min 9 s      |
| 19e                | Michel Périn             | France               | Gan-Mercier-Hutchinson           | + 1 h 6 min 19 s     |
| 20e                | Karl-Heinz Kunde         | Allemagne de l'Ouest | Rokado-Colders                   | + 1 h 10 min 9 s     |
| 21e                | Jean-Pierre Danguillaume | France               | Peugeot-BP-Michelin              | + 1 h 14 min 51 s    |
| 22e                | Joseph Deschoenmaecker   | Belgique             | Molteni                          | + 1 h 21 min 28 s    |
| 23e                | Herman Beysens           | Belgique             | Van Cauter-Magniflex-De Gribaldy | + 1 h 23 min 51 s    |
| 24e                | Rolf Wolfshohl           | Allemagne de l'Ouest | Rokado-Colders                   | + 1 h 24 min 59 s    |
| 25e                | Mathieu Pustjens (en)    | Pays-Bas             | Sonolor-Lejeune                  | + 1 h 26 min 33 s    |
| modifier           |                          |                      |                                  |                      |

### Classements annexes finals
| Classement par points | Classement par points | Classement par points | Classement par points            | Classement par points |
| --------------------- | --------------------- | --------------------- | -------------------------------- | --------------------- |
|                       | Coureur               | Pays                  | Équipe                           | Point(s)              |
| 1er                   | Eddy Merckx           | Belgique              | Molteni                          | 197 points            |
| 2e                    | Rik Van Linden        | Belgique              | Van Cauter-Magniflex-De Gribaldy | 135 pts               |
| 3e                    | Joop Zoetemelk        | Pays-Bas              | Beaulieu-Flandria                | 133 pts               |
| 4e                    | Raymond Poulidor      | France                | Gan-Mercier-Hutchinson           | 122 pts               |
| 5e                    | Frans Verbeeck        | Belgique              | Watney-Avia                      | 118 pts               |
| 6e                    | Felice Gimondi        | Italie                | Salvarani                        | 112 pts               |
| 7e                    | Marino Basso          | Italie                | Salvarani                        | 112 pts               |
| 8e                    | Willy Teirlinck       | Belgique              | Sonolor-Lejeune                  | 110 pts               |
| 9e                    | Lucien Van Impe       | Belgique              | Sonolor-Lejeune                  | 105 pts               |
| 10e                   | Mariano Martinez      | France                | Van Cauter-Magniflex-De Gribaldy | 89 pts                |
| modifier              |                       |                       |                                  |                       |

| Classement du Prix du meilleur grimpeur | Classement du Prix du meilleur grimpeur | Classement du Prix du meilleur grimpeur | Classement du Prix du meilleur grimpeur | Classement du Prix du meilleur grimpeur |
| --------------------------------------- | --------------------------------------- | --------------------------------------- | --------------------------------------- | --------------------------------------- |
|                                         | Coureur                                 | Pays                                    | Équipe                                  | Point(s)                                |
| 1er                                     | Lucien Van Impe                         | Belgique                                | Sonolor-Lejeune                         | 229 points                              |
| 2e                                      | Eddy Merckx                             | Belgique                                | Molteni                                 | 211 pts                                 |
| 3e                                      | Joaquim Agostinho                       | Portugal                                | Van Cauter-Magniflex-De Gribaldy        | 138 pts                                 |
| 4e                                      | Mathieu Pustjens (en)                   | Pays-Bas                                | Sonolor-Lejeune                         | 109 pts                                 |
| 5e                                      | Joop Zoetemelk                          | Pays-Bas                                | Beaulieu-Flandria                       | 104 pts                                 |
| 6e                                      | Raymond Poulidor                        | France                                  | Gan-Mercier-Hutchinson                  | 79 pts                                  |
| 7e                                      | Raymond Delisle                         | France                                  | Peugeot-BP-Michelin                     | 55 pts                                  |
| 8e                                      | Bernard Thévenet                        | France                                  | Peugeot-BP-Michelin                     | 49 pts                                  |
| 9e                                      | Mariano Martinez                        | France                                  | Van Cauter-Magniflex-De Gribaldy        | 43 pts                                  |
| 10e                                     | Roger Swerts                            | Belgique                                | Molteni                                 | 35 pts                                  |
| modifier                                |                                         |                                         |                                         |                                         |

| Classement combiné, | Classement combiné, | Classement combiné, | Classement combiné,              | Classement combiné, |
| ------------------- | ------------------- | ------------------- | -------------------------------- | ------------------- |
|                     | Coureur             | Pays                | Équipe                           | Point(s)            |
| 1er                 | Eddy Merckx         | Belgique            | Molteni                          | 4 points            |
| 2e                  | Raymond Poulidor    | France              | Gan-Mercier-Hutchinson           | 13 pts              |
| 3e                  | Joop Zoetemelk      | Pays-Bas            | Beaulieu-Flandria                | 13 pts              |
| 4e                  | Lucien Van Impe     | Belgique            | Sonolor-Lejeune                  | 14 pts              |
| 5e                  | Felice Gimondi      | Italie              | Salvarani                        | 19 pts              |
| 6e                  | Mariano Martinez    | France              | Van Cauter-Magniflex-De Gribaldy | 25 pts              |
| 7e                  | Joaquim Agostinho   | Portugal            | Van Cauter-Magniflex-De Gribaldy | 26 pts              |
| 8e                  | Yves Hézard         | France              | Sonolor-Lejeune                  | 34.5 pts            |
| 9e                  | Leif Mortensen      | Danemark            | Bic                              | 42.5 pts            |
| modifier            |                     |                     |                                  |                     |

| Classement par équipes | Classement par équipes           | Classement par équipes | Classement par équipes |
|                        | Équipe                           | Pays                   | Temps                  |
| ---------------------- | -------------------------------- | ---------------------- | ---------------------- |
| 1re                    | Gan-Mercier-Hutchinson           | France                 | en 327 h 44 min 34 s   |
| 2e                     | Van Cauter-Magniflex-De Gribaldy | Belgique               | + 8 min 29 s           |
| 3e                     | Molteni                          | Belgique               | + 12 min 45 s          |
| 4e                     | Sonolor-Lejeune                  | France                 | + 17 min 45 s          |
| 5e                     | Bic                              | France                 | + 46 min 9 s           |
| 6e                     | Salvarani                        | Italie                 | + 56 min 27 s          |
| 7e                     | Peugeot-BP-Michelin              | France                 | + 58 min 46 s          |
| 8e                     | Beaulieu-Flandria                | Belgique               | + 1 h 43 min 13 s      |
| 9e                     | Rokado-Colders                   | Allemagne de l'Ouest   | + 3 h 21 min 13 s      |
| 10e                    | Goudsmit-Hoff                    | Pays-Bas               | + 3 h 21 min 13 s      |
| modifier               |                                  |                        |                        |

#### Classement des sprints intermédiaires
Lorsque Cyrille Guimard abandonne lors de la 17e étape, il était leader de ce classement avec 65 points.
| Classement des sprints intermédiaires, | Classement des sprints intermédiaires, | Classement des sprints intermédiaires, | Classement des sprints intermédiaires, | Classement des sprints intermédiaires, |
| -------------------------------------- | -------------------------------------- | -------------------------------------- | -------------------------------------- | -------------------------------------- |
|                                        | Coureur                                | Pays                                   | Équipe                                 | Point(s)                               |
| 1er                                    | Willy Teirlinck                        | Belgique                               | Sonolor-Lejeune                        | 61 points                              |
| 2e                                     | Robert Mintkiewicz                     | France                                 | Sonolor-Lejeune                        | 48 pts                                 |
| 3e                                     | Barry Hoban                            | Royaume-Uni                            | Gan-Mercier-Hutchinson                 | 28 pts                                 |
| 4e                                     | Giacinto Santambrogio                  | Italie                                 | Salvarani                              | 28 pts                                 |
| 5e                                     | Raymond Riotte                         | France                                 | Sonolor-Lejeune                        | 27 pts                                 |
| 6e                                     | Eddy Merckx                            | Belgique                               | Molteni                                | 16 pts                                 |
| 7e                                     | Gerben Karstens                        | Pays-Bas                               | Rokado-Colders                         | 15 pts                                 |
| 8e                                     | Joop Zoetemelk                         | Pays-Bas                               | Beaulieu-Flandria                      | 13 pts                                 |
| 9e                                     | Jos van der Vleuten                    | Pays-Bas                               | Goudsmit-Hoff                          | 10 pts                                 |
| 10e                                    | Joaquim Agostinho                      | Portugal                               | Van Cauter-Magniflex-De Gribaldy       | 9 pts                                  |
| modifier                               |                                        |                                        |                                        |                                        |

### Évolution des classements
| Étape              | Vainqueur          | Classement général | Classement par points | Classement de la montagne | Classement du combiné | Classement des sprints intermédiaires | Classement par équipes | Classement de la combativité |
| ------------------ | ------------------ | ------------------ | --------------------- | ------------------------- | --------------------- | ------------------------------------- | ---------------------- | ---------------------------- |
| P                  | Eddy Merckx        | Eddy Merckx        | Eddy Merckx           | Non décerné               | Non décerné           | Non décerné                           | Molteni                | Non décerné                  |
| 1                  | Cyrille Guimard    | Cyrille Guimard    | Cyrille Guimard       | Cyrille Guimard           | Cyrille Guimard       | Cyrille Guimard                       | Molteni                | Cyrille Guimard              |
| 2                  | Rik Van Linden     | Cyrille Guimard    | Cyrille Guimard       | Cyrille Guimard           | Cyrille Guimard       | Cyrille Guimard                       | Molteni                | Edward Janssens              |
| 3a                 | Ercole Gualazzini  | Cyrille Guimard    | Cyrille Guimard       | Cyrille Guimard           | Cyrille Guimard       | Cyrille Guimard                       | Molteni                | Joop Zoetemelk               |
| 3b                 | Molteni            | Eddy Merckx        | Cyrille Guimard       | Cyrille Guimard           | Cyrille Guimard       | Cyrille Guimard                       | Molteni                | Joop Zoetemelk               |
| 4                  | Cyrille Guimard    | Cyrille Guimard    | Cyrille Guimard       | Cyrille Guimard           | Cyrille Guimard       | Cyrille Guimard                       | Peugeot-BP-Michelin    | Gerard Vianen                |
| 5a                 | Walter Godefroot   | Cyrille Guimard    | Cyrille Guimard       | Cyrille Guimard           | Cyrille Guimard       | Cyrille Guimard                       | Peugeot-BP-Michelin    | Willy Teirlinck              |
| 5b                 | Eddy Merckx        | Cyrille Guimard    | Cyrille Guimard       | Cyrille Guimard           | Cyrille Guimard       | Cyrille Guimard                       | Molteni                | Willy Teirlinck              |
| 6                  | Leo Duyndam        | Cyrille Guimard    | Cyrille Guimard       | Mathieu Pustjens (en)     | Cyrille Guimard       | Cyrille Guimard                       | Molteni                | Guy Santy                    |
| 7                  | Yves Hézard        | Cyrille Guimard    | Cyrille Guimard       | Wilfried David            | Cyrille Guimard       | Cyrille Guimard                       | Gan-Mercier-Hutchinson | Wilfried David               |
| 8                  | Eddy Merckx        | Eddy Merckx        | Cyrille Guimard       | Eddy Merckx               | Eddy Merckx           | Cyrille Guimard                       | Gan-Mercier-Hutchinson | Lucien Van Impe              |
| 9                  | Jos Huysmans       | Eddy Merckx        | Cyrille Guimard       | Eddy Merckx               | Eddy Merckx           | Cyrille Guimard                       | Gan-Mercier-Hutchinson | Christian Raymond            |
| 10                 | Willy Teirlinck    | Eddy Merckx        | Cyrille Guimard       | Eddy Merckx               | Eddy Merckx           | Cyrille Guimard                       | Gan-Mercier-Hutchinson | Ronny Van Marcke             |
| 11                 | Bernard Thévenet   | Eddy Merckx        | Cyrille Guimard       | Eddy Merckx               | Eddy Merckx           | Cyrille Guimard                       | Gan-Mercier-Hutchinson | Luis Ocaña                   |
| 12                 | Lucien Van Impe    | Eddy Merckx        | Cyrille Guimard       | Lucien Van Impe           | Eddy Merckx           | Cyrille Guimard                       | Gan-Mercier-Hutchinson | Joaquim Agostinho            |
| 13                 | Eddy Merckx        | Eddy Merckx        | Cyrille Guimard       | Eddy Merckx               | Eddy Merckx           | Cyrille Guimard                       | Gan-Mercier-Hutchinson | Luis Ocaña                   |
| 14a                | Eddy Merckx        | Eddy Merckx        | Cyrille Guimard       | Eddy Merckx               | Eddy Merckx           | Cyrille Guimard                       | Gan-Mercier-Hutchinson | Raymond Delisle              |
| 14b                | Cyrille Guimard    | Eddy Merckx        | Cyrille Guimard       | Eddy Merckx               | Eddy Merckx           | Cyrille Guimard                       | Gan-Mercier-Hutchinson | Raymond Delisle              |
| 15                 | Cyrille Guimard    | Eddy Merckx        | Cyrille Guimard       | Eddy Merckx               | Eddy Merckx           | Cyrille Guimard                       | Gan-Mercier-Hutchinson | Raymond Poulidor             |
| 16                 | Willy Teirlinck    | Eddy Merckx        | Cyrille Guimard       | Lucien Van Impe           | Eddy Merckx           | Cyrille Guimard                       | Gan-Mercier-Hutchinson | Leif Mortensen               |
| 17                 | Bernard Thévenet   | Eddy Merckx        | Cyrille Guimard       | Lucien Van Impe           | Eddy Merckx           | Cyrille Guimard                       | Gan-Mercier-Hutchinson | Joaquim Agostinho            |
| 18                 | Marinus Wagtmans   | Eddy Merckx        | Eddy Merckx           | Lucien Van Impe           | Eddy Merckx           | Willy Teirlinck                       | Gan-Mercier-Hutchinson | Rini Wagtmans                |
| 19                 | Joseph Bruyère     | Eddy Merckx        | Eddy Merckx           | Lucien Van Impe           | Eddy Merckx           | Willy Teirlinck                       | Gan-Mercier-Hutchinson | Guy Santy                    |
| 20a                | Eddy Merckx        | Eddy Merckx        | Eddy Merckx           | Lucien Van Impe           | Eddy Merckx           | Willy Teirlinck                       | Gan-Mercier-Hutchinson | Alain Bellouis               |
| 20b                | Willy Teirlinck    | Eddy Merckx        | Eddy Merckx           | Lucien Van Impe           | Eddy Merckx           | Willy Teirlinck                       | Gan-Mercier-Hutchinson | Alain Bellouis               |
| Classements finals | Classements finals | Eddy Merckx        | Eddy Merckx           | Lucien Van Impe           | Eddy Merckx           | Willy Teirlinck                       | Gan-Mercier-Hutchinson | Cyrille Guimard              |

## Liste des coureurs
La liste ci-dessous présente les coureurs inscrits par numéro de dossard.
| Légende | Légende                                                                    | Légende | Légende                                                    |
| ------- | -------------------------------------------------------------------------- | ------- | ---------------------------------------------------------- |
| Num     | Dossard de départ porté par le coureur sur ce Tour                         | Pos     | Position à l'arrivée de la course                          |
|         | Indique un maillot de champion national ou mondial, suivi de sa spécialité | NP      | Indique un coureur qui n'a pas pris le départ de la course |
| AB      | Indique un coureur qui n'a pas terminé la course                           | HD      | Indique un coureur qui a terminé la course hors des délais |

| Molteni                                                 | Molteni                      | Molteni |
| ------------------------------------------------------- | ---------------------------- | ------- |
| Num                                                     | Coureur                      | Pos     |
| 1                                                       | Eddy Merckx (BEL)            | 1er     |
| 2                                                       | Joseph Bruyère (BEL)         | 26e     |
| 3                                                       | Jos Deschoenmaecker (BEL)    | 22e     |
| 4                                                       | Jos Huysmans (BEL)           | 28e     |
| 5                                                       | Willy In 't Ven (BEL)        | 51e     |
| 6                                                       | Marc Lievens (BEL)           | 43e     |
| 7                                                       | Frans Mintjens (BEL)         | 37e     |
| 8                                                       | Jozef Spruyt (BEL)           | AB-10   |
| 9                                                       | Roger Swerts (BEL)           | 14e     |
| 10                                                      | Martin Van Den Bossche (BEL) | 15e     |
| 11                                                      | Victor Van Schil (BEL)       | AB-3b   |
| Directeurs sportifs : Giorgio Albani et Robert Lelangue |                              |         |

| Beaulieu-Flandria                 | Beaulieu-Flandria              | Beaulieu-Flandria |
| --------------------------------- | ------------------------------ | ----------------- |
| Num                               | Coureur                        | Pos               |
| 12                                | Joaquim Andrade (POR)          | AB-1              |
| 13                                | Gérard David (BEL)             | 59e               |
| 14                                | Johan De Muynck (BEL)          | AB-4              |
| 15                                | André Dierickx (BEL)           | HD-8              |
| 16                                | Evert Dolman (NED)             | 83e               |
| 17                                | Fernando Mendes (POR)          | AB-14b            |
| 18                                | Jan Van De Wiele (BEL)         | HD-15             |
| 19                                | Herman Van Der Slagmolen (BEL) | HD-8              |
| 20                                | Ronny Van Marcke (BEL)         | 62e               |
| 21                                | Willy Van Neste (BEL)          | 33e               |
| 22                                | Joop Zoetemelk (NED)           | 5e                |
| Directeur sportif : Brick Schotte |                                |                   |

| Sonolor-Lejeune                                              | Sonolor-Lejeune             | Sonolor-Lejeune |
| ------------------------------------------------------------ | --------------------------- | --------------- |
| Num                                                          | Coureur                     | Pos             |
| 23                                                           | José Catieau (FRA)          | AB-15           |
| 24                                                           | Bernard Guyot (FRA)         | 81e             |
| 25                                                           | Yves Hézard (FRA)           | 7e              |
| 26                                                           | Robert Mintkiewicz (FRA)    | 87e             |
| 27                                                           | Mathieu Pustjens (NED)      | 25e             |
| 28                                                           | Walter Ricci (FRA)          | 27e             |
| 29                                                           | Raymond Riotte (FRA)        | 48e             |
| 30                                                           | Jean-Jacques Sanquer (FRA)  | AB-9            |
| 31                                                           | Willy Teirlinck (BEL)       | 66e             |
| 32                                                           | Lucien Van Impe (BEL)       | 4e              |
| 33                                                           | Daniel Van Rijckeghem (BEL) | AB-7            |
| Directeurs sportifs : Jean Stablinski et Raymond Charpentier |                             |                 |

| Peugeot-BP-Michelin                                | Peugeot-BP-Michelin            | Peugeot-BP-Michelin |
| -------------------------------------------------- | ------------------------------ | ------------------- |
| Num                                                | Coureur                        | Pos                 |
| 34                                                 | Robert Bouloux (FRA)           | AB-13               |
| 35                                                 | Jean-Pierre Danguillaume (FRA) | 21e                 |
| 36                                                 | Wilfried David (BEL)           | 41e                 |
| 37                                                 | Raymond Delisle (FRA)          | 11e                 |
| 38                                                 | Ronald De Witte (BEL)          | 31e                 |
| 39                                                 | Walter Godefroot (BEL)         | 44e                 |
| 40                                                 | Jean-Pierre Paranteau (FRA)    | 38e                 |
| 41                                                 | Roger Pingeon (FRA)            | AB-9                |
| 42                                                 | Christian Raymond (FRA)        | 47e                 |
| 43                                                 | Bernard Thévenet (FRA)         | 9e                  |
| 44                                                 | Jürgen Tschan (RFA)            | 45e                 |
| Directeurs sportifs : Gaston Plaud et Robert Naeye |                                |                     |

| Van Cauter-Magniflex-De Gribaldy        | Van Cauter-Magniflex-De Gribaldy | Van Cauter-Magniflex-De Gribaldy |
| --------------------------------------- | -------------------------------- | -------------------------------- |
| Num                                     | Coureur                          | Pos                              |
| 45                                      | Willy Abbeloos (BEL)             | 65e                              |
| 46                                      | Joaquim Agostinho (POR)          | 8e                               |
| 47                                      | Herman Beysens (BEL)             | 23e                              |
| 48                                      | Edward Janssens (BEL)            | 10e                              |
| 49                                      | Roger Kindt (BEL)                | HD-7                             |
| 50                                      | Mariano Martinez (FRA)           | 6e                               |
| 51                                      | Joël Millard (FRA)               | 32e                              |
| 52                                      | Jean-Claude Largeau (FRA)        | 46e                              |
| 53                                      | André Poppe (BEL)                | HD-7                             |
| 54                                      | Rik Van Linden (BEL)             | 80e                              |
| 55                                      | Ludo Van Staeyen (BEL)           | 49e                              |
| Directeur sportif : Guillaume Driessens |                                  |                                  |

| Bic                                                        | Bic                       | Bic    |
| ---------------------------------------------------------- | ------------------------- | ------ |
| Num                                                        | Coureur                   | Pos    |
| 56                                                         | Jesús Aranzabal (ESP)     | 56e    |
| 57                                                         | Roland Berland (FRA)      | 40e    |
| 58                                                         | Jean-Claude Genty (FRA)   | 64e    |
| 59                                                         | Bernard Labourdette (FRA) | AB-13  |
| 60                                                         | Désiré Letort (FRA)       | AB-14b |
| 61                                                         | Leif Mortensen (DEN)      | 12e    |
| 62                                                         | Luis Ocaña (ESP)          | AB-15  |
| 63                                                         | Alain Santy (FRA)         | AB-7   |
| 64                                                         | Guy Santy (FRA)           | 29e    |
| 65                                                         | Johny Schleck (LUX)       | 30e    |
| 66                                                         | Sylvain Vasseur (FRA)     | 35e    |
| Directeurs sportifs : Maurice De Muer et Édouard Delberghe |                           |        |

| Gan-Mercier-Hutchinson          | Gan-Mercier-Hutchinson  | Gan-Mercier-Hutchinson |
| ------------------------------- | ----------------------- | ---------------------- |
| Num                             | Coureur                 | Pos                    |
| 67                              | Jacques Cadiou (FRA)    | AB-12                  |
| 68                              | Régis Delépine (FRA)    | 76e                    |
| 69                              | Jean-Pierre Genet (FRA) | AB-b                   |
| 70                              | René Grelin (FRA)       | AB-16                  |
| 71                              | Cyrille Guimard (FRA)   | AB-18                  |
| 72                              | Barry Hoban (GBR)       | 70e                    |
| 73                              | Gérard Moneyron (FRA)   | 36e                    |
| 74                              | Jacky Mourioux (FRA)    | 58e                    |
| 75                              | Michel Périn (FRA)      | 19e                    |
| 76                              | Raymond Poulidor (FRA)  | 3e                     |
| 77                              | Yves Ravaleu (FRA)      | AB-9                   |
| Directeur sportif : Louis Caput |                         |                        |

| Rokado-Colders                                               | Rokado-Colders             | Rokado-Colders |
| ------------------------------------------------------------ | -------------------------- | -------------- |
| Num                                                          | Coureur                    | Pos            |
| 78                                                           | Lucien Aimar (FRA)         | 17e            |
| 79                                                           | Gilbert Bellone (FRA)      | 34e            |
| 80                                                           | Hans Junkermann (RFA)      | NP-13          |
| 81                                                           | Gerben Karstens (NED)      | 60e            |
| 82                                                           | Karl-Heinz Kunde (RFA)     | 20e            |
| 83                                                           | Karl-Heinz Muddemann (RFA) | 52e            |
| 84                                                           | Wilfried Peffgen (RFA)     | 63e            |
| 85                                                           | Dieter Puschel (RFA)       | 42e            |
| 86                                                           | Bernd Rasing (RFA)         | AB-7           |
| 87                                                           | Wim Schepers (NED)         | HD-9           |
| 88                                                           | Rolf Wolfshohl (RFA)       | 24e            |
| Directeurs sportifs : Florent Van Vaerenbergh et Walter Smet |                            |                |

| Salvarani                                                  | Salvarani                   | Salvarani |
| ---------------------------------------------------------- | --------------------------- | --------- |
| Num                                                        | Coureur                     | Pos       |
| 89                                                         | Marino Basso (ITA)          | 82e       |
| 90                                                         | Pietro Campagnari (ITA)     | 74e       |
| 91                                                         | Luigi Castelletti (ITA)     | 85e       |
| 92                                                         | Felice Gimondi (ITA)        | 2e        |
| 93                                                         | Ercole Gualazzini (ITA)     | AB-7      |
| 94                                                         | Pietro Guerra (ITA)         | 86e       |
| 95                                                         | Antoon Houbrechts (BEL)     | 13e       |
| 96                                                         | Primo Mori (ITA)            | 39e       |
| 97                                                         | Guido Reybrouck (BEL)       | AB-12     |
| 98                                                         | Giacinto Santambrogio (ITA) | 53e       |
| 99                                                         | Italo Zilioli (ITA)         | NP-13     |
| Directeurs sportifs : Vittorio Adorni et Arnaldo Pambianco |                             |           |

| Goudsmit-Hoff                                                | Goudsmit-Hoff             | Goudsmit-Hoff |
| ------------------------------------------------------------ | ------------------------- | ------------- |
| Num                                                          | Coureur                   | Pos           |
| 100                                                          | Leo Duyndam (NED)         | AB-7          |
| 101                                                          | Ger Harings (NED)         | AB-11         |
| 102                                                          | Cees Koeken (NED)         | HD-7          |
| 103                                                          | Jan Krekels (NED)         | 78e           |
| 104                                                          | Wim Prinsen (NED)         | 61e           |
| 105                                                          | Tino Tabak (NED)          | 18e           |
| 106                                                          | Jos van der Vleuten (NED) | 73e           |
| 107                                                          | Jan van Katwijk (NED)     | HD-9          |
| 108                                                          | Harry van Leeuwen (NED)   | AB-13         |
| 109                                                          | Gerard Vianen (NED)       | 71e           |
| 110                                                          | Marinus Wagtmans (NED)    | 54e           |
| Directeurs sportifs : Kees Pellenaars et Cornelis Pellenaars |                           |               |

| Gitane                             | Gitane                   | Gitane |
| ---------------------------------- | ------------------------ | ------ |
| Num                                | Coureur                  | Pos    |
| 111                                | Alain Bellouis (FRA)     | 88e    |
| 112                                | Serge Bolley (FRA)       | AB-16  |
| 113                                | Gérard Briend (FRA)      | AB-13  |
| 114                                | Georges Chappe (FRA)     | 50e    |
| 115                                | Jean-Claude Daunat (FRA) | 72e    |
| 116                                | René Grenier (FRA)       | 57e    |
| 117                                | Loïc Le Bourhis (FRA)    | AB-9   |
| 118                                | Pierre Matignon (FRA)    | 75e    |
| 119                                | Léon-Paul Ménard (FRA)   | 84e    |
| 120                                | Jean Vidament (FRA)      | AB-3a  |
| 121                                | Michael Wright (GBR)     | 55e    |
| Directeur sportif : André Desvages |                          |        |

| Watney-Avia                                            | Watney-Avia                | Watney-Avia |
| ------------------------------------------------------ | -------------------------- | ----------- |
| Num                                                    | Coureur                    | Pos         |
| 122                                                    | Paul Aerts (BEL)           | 69e         |
| 123                                                    | Etienne Antheunis (BEL)    | AB-11       |
| 124                                                    | Michel Coulon (BEL)        | AB-12       |
| 125                                                    | Pieter Nassen (BEL)        | 79e         |
| 126                                                    | Englebert Opdebeeck (BEL)  | HD-8        |
| 127                                                    | Walter Planckaert (BEL)    | HD-7        |
| 128                                                    | Marc Sohet (BEL)           | 68e         |
| 129                                                    | Noël Van Clooster (BEL)    | 77e         |
| 130                                                    | Willy Van Malderghem (BEL) | AB-11       |
| 131                                                    | Frans Verbeeck (BEL)       | 16e         |
| 132                                                    | Eddy Verstraeten (BEL)     | 67e         |
| Directeurs sportifs : Willy Jossart et Albert De Kimpe |                            |             |